# روكاسيكورا
روكاسيكورا هي بلدية في مقاطعة إزرنية في منطقة مليزة بجنوب إيطاليا، وتقع على بعد حوالي 40 كيلومتر (25 ميل) شمال غرب كمبباسة وحوالي 11 كيلومتر (7 ميل) شمال إزرنية. اعتبارًا من 31 ديسمبر 2004 ، كان عدد سكانها 610 نسمة وتبلغ مساحتها 29.0 كيلومتر مربع (11.2 ميل2).